# Université Saint Édouard
L'université Saint Édouard (en anglais : St. Edward's University) est une université privée catholique située au sud du Lac Lady Bird à Austin, au Texas. Elle fut fondée par le révérend Édouard Sorin, supérieur général de la congrégation de Sainte-Croix, qui fonda également l'université Notre-Dame-du-Lac dans l'Indiana. Elle fut établie en 1878 et fut baptisée en l'honneur d'Édouard le Confesseur. En 1885, elle reçut sa charte du gouvernement du Texas, sous l'impulsion de Pierre-Joseph Hurth, futur évêque missionnaire dans les Indes britanniques puis aux Philippines.
Depuis 10 ans, sous l’impulsion de son conseil d’administration, l’université a souhaité développer ses effectifs. Ainsi le nombre d’étudiants est passé de 3 669 à 5 224 en 2006[réf. souhaitée].

## Formations
L’université propose l’accès à cinq baccalauréats universitaire (bachelor's degrees) et cinquante matières regroupées autour de :
- sciences humaines ;
- gestion ;
- économie ;
- sciences naturelles ;
- sciences sociales.

Les étudiants sont issus de trente-huit pays[réf. souhaitée]. Pour cultiver cette multinationnalité, l’université s’implante sur d’autres continents pour faciliter les échanges. Ainsi la ville d’Angers en France a reçu en 2009 l’implantation de l’université Saint Édouard en Europe.
Cette « antenne » accueille les étudiants américains lors de leur cursus mais aussi prépare les étudiants européens à l’accès aux universités américaines : à l'issue d'une « première année en France » (first year in France), les étudiants peuvent intégrer directement la deuxième année universitaire à Saint Édouard au Texas,.

## Étudiants célèbres
Parmi les anciens étudiants, on retrouve :
- John H. Bauer
- Gilberto Wong
- Gregory A. Kozmetsky
- Russell Byrd
- John Carlsen
- Taj McWilliams-Franklin
- Roger Metzger
- Mandy Phillips
- Tim Russ
- Silvestre Revueltas
- Toby Futrell
- Salam Fayyad
- John Andrew Young
- Jorge Quiroga